# Somsdorfer Klamm

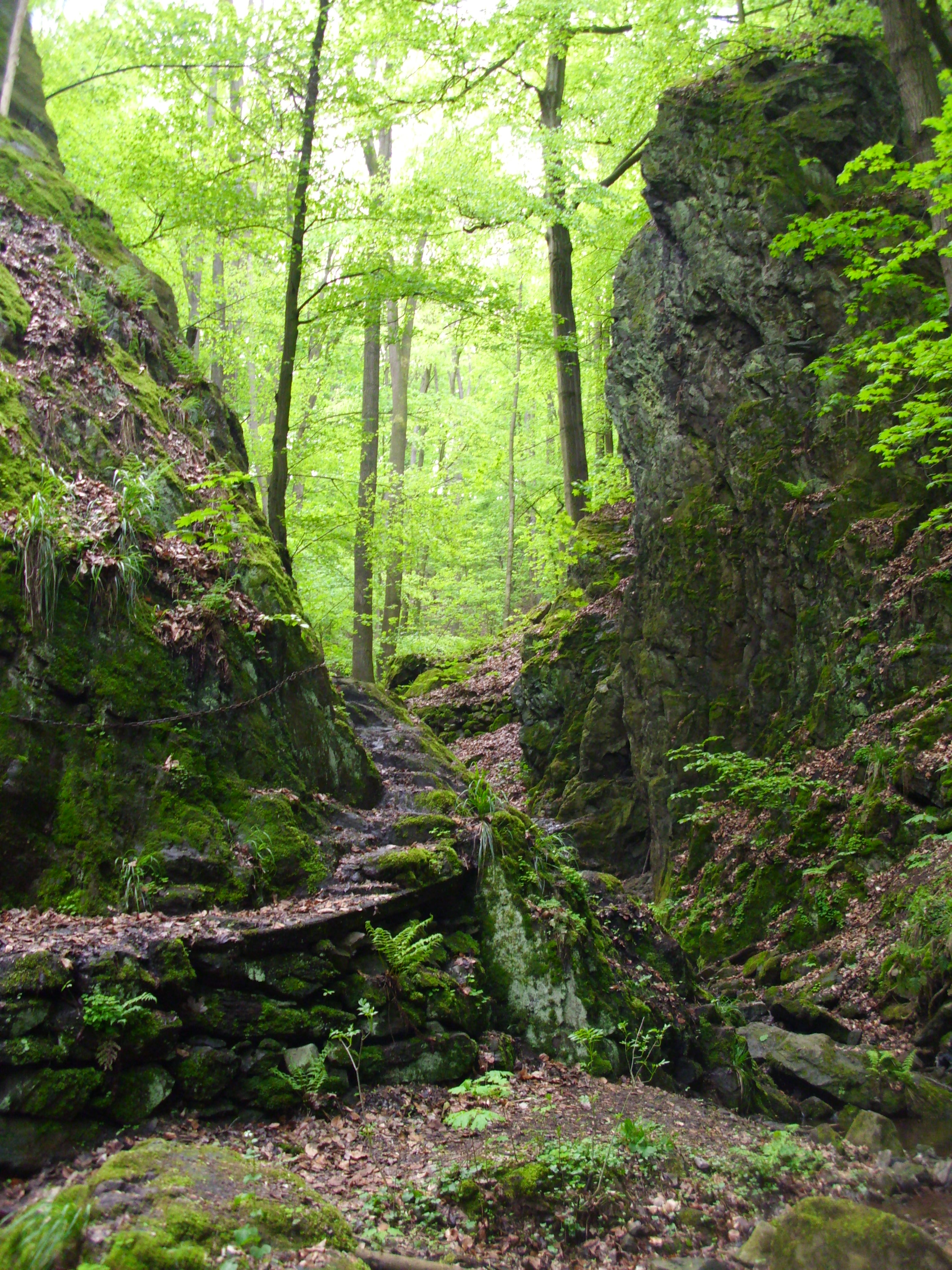
Somsdorfer Klamm

Die Somsdorfer Klamm ist der unterste Abschnitt eines Seitentals der Roten Weißeritz bei Freital im Landkreis Sächsische Schweiz-Osterzgebirge. Seit 1961 ist sie als Teil des Naturschutzgebietes Rabenauer Grund ausgewiesen. 

## Lage

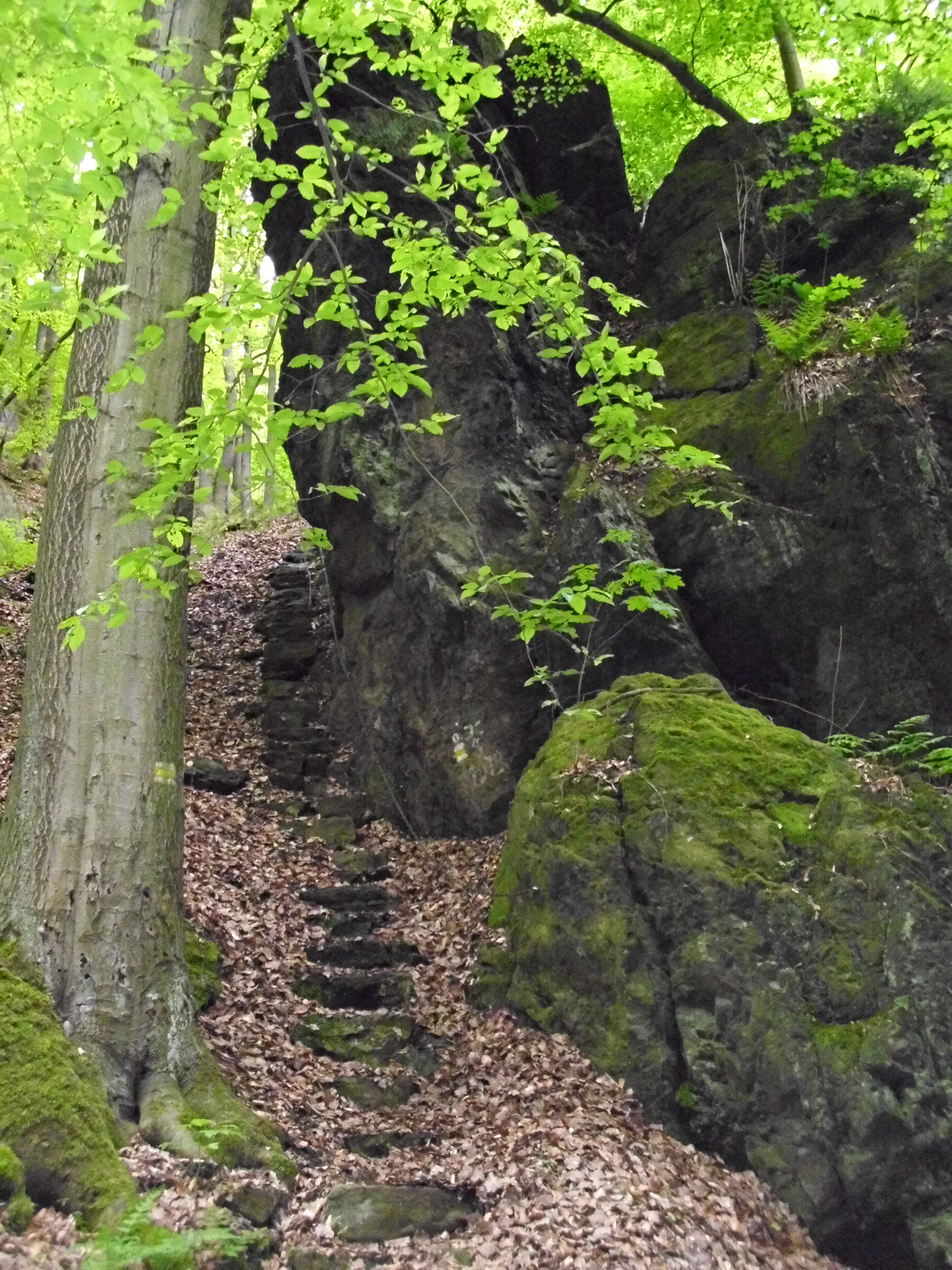
Die Teufelskanzel

Als Somsdorfer Klamm wird das Kerbtal eines Grundes bezeichnet, welcher unterhalb der Butterstraße bei Somsdorf beginnt und in den Rabenauer Grund unterhalb des Nadelöhrs übergeht. Sie liegt in den Gemarkungen Somsdorf und Coßmannsdorf. Der angrenzende Waldabschnitt in Richtung Somsdorf wird als die Hainleithen bezeichnet. 

## Geschichte
Im Jahre 1894 wurde von Heimatfreunden ein Weg geschaffen, mehrere Treppenstufen an der Teufelskuppe (282,6 Meter) angelegt und Hölzer für den Steig an den Felsen gesetzt. Mit der Erschließung des Grundes erhielt dieser auch seinen Namen. 

## Buchbach
Der komplette Grund wird durchflossen vom Buchbach, welcher oberhalb der Straße von Somsdorf nach Lübau (Kirchweg) entspringt und in die Rote Weißeritz mündet.

## Landschaft-Naturschutz
Sie liegt in dem am 30. März 1961 unter Schutz gestellten Naturschutzgebiet „Rabenauer Grund“ als auch in dem am 4. Juli 1974 unter Schutz gestellten Landschaftsschutzgebietes „Tal der Roten Weißeritz“. Zudem liegt sie im Schutzgebiet der Natura2000 „Täler von Roter Weißeritz und Oelsabach“.